# Centrale de Nanpu
La centrale de Nanpu est une centrale thermique alimentée au gaz naturel située à Taïwan.